# Медаль 70-летнего юбилея короля Хокона VII
Медаль 70-летия короля Хокона VII – памятная государственная награда Королевства Норвегия.

## История
Семидесятилетний юбилей короля Хокона VII пришёлся на время оккупации Норвегии немецко-фашистскими войсками, а сам король находился в эмиграции в Лондоне, возглавляя правительство в изгнании. Медаль в честь 70-летия со дня рождения короля была учреждена 27 октября 1942 года по просьбе Хокона VII для вознаграждения военных норвежских вооружённых сил, осуществляющих свою деятельность с территории Великобритании. Первоначально медаль вручалась в виде наградной панки, обтянутой лентой цветов медали. Сами медали были изготовлены в 1946 году в ювелирной мастерской Якоба Тострапа в Осло, уже после окончания войны и возвращения королевской семьи в Норвегию.

## Описание
Медаль круглой формы из бронзы с королевской геральдической короной на верху.
Аверс несёт на себе погрудный в пол-оборота портрет короля Хокона VII в адмиральской фуражке. По окружности надпись: «HAAKON 7 NORGES KONGE». Внизу, на портрете, мелкими буквами надпись: «О. SORENSEN», указывающая на норвежского дизайнера Оскара Соренсена, который разработал дизайн медали.
На реверсе – по окружности изображение орденской цепи Святого Олафа, в центре надпись в три строки: «TIL MINNE OM / 70 ÅRSDAGEN / 3 AUGUST 1942». Внизу чуть выше орденской цепи (по внутренней стороне) мелкими буквами надпись «J TOSTRUP», указывающая на норвежского ювелира Якоба Тострапа, в мастерской которого была изготовлена медаль.
К короне прикреплено кольцо, при помощи которого медаль крепится к ленте.
 Лента медали шёлковая, муаровая, красного цвета с двумя жёлтыми полосками по центру.